# Michael Williams (cestista)
Michael Terrell Williams (Kalamazoo, 9 febbraio 1972) è un ex cestista statunitense con cittadinanza italiana per matrimonio dal 2004. Ha giocato come professionista in Europa e Sudamerica.

## Carriera
Prodotto della Saginaw Valley State University, Williams ha vissuto la prima esperienza da professionista nel campionato danese, prima con il Viby e poi con lo Skovbakken, dove in 13 partite si mette in mostra con una media di 38,6 punti a partita.

Williams durante la sua prima parentesi triestina

A seguito dell'interessamento della Pallacanestro Trieste si trasferisce, nel dicembre 1995, in Italia disputando la Serie A1 fino al termine della stagione, conclusa a 25,5 punti di media anche grazie ai più di 19 tiri di media dal campo. Continua quindi l'esperienza italiana con la permanenza biennale in A2 a Montecatini, inframezzata da una breve parentesi in Cile. All'esordio casalingo, in occasione della seconda giornata della Serie A2 1996-1997, Williams segna 53 punti contro Rimini, suo career-high in Italia, con 16/29 dal campo e 18/19 ai liberi. Nel dicembre 1997 partecipa all'All-Star Game del campionato italiano. Nella prima stagione in Toscana viaggia a 20 punti di media, ma la formazione termale finisce per perdere le finali play-off contro Rimini. Nel secondo anno a Montecatini Williams mette a segno 27,3 punti a gara, non sufficienti però per far raggiungere la promozione alla squadra, a seguito dell'uscita nelle semifinali contro Imola. Poi un ritorno a Trieste, che nel frattempo era retrocessa in A2 ma che a fine anno riconquista la A1 anche grazie ai suoi 20,9 punti di media.
Nell'estate del 1999 Williams firma un contratto con i campioni d'Europa dello Žalgiris Kaunas, freschi vincitori della precedente Eurolega, che però lo tagliano già a settembre nonostante i 29 punti personali realizzati al Barcellona. Nell'arco della stessa annata gioca per circa due mesi a Reggio Emilia, poi trascorre il campionato 2000-2001 con i ciprioti dell'Achilleas.
La sua carriera prosegue sui parquet di Legadue, calcati per quattro anni rispettivamente con una stagione a Aurora Jesi e un triennio al Basket Club Ferrara, squadra di cui diventa capitano nel 2003.
Chiude infine la sua attività agonistica in Grecia, all'Apollon Patrasso.